# México en la Clasificación de Concacaf para la Copa Mundial de Fútbol de 2010
La Selección de fútbol de México es uno de los treinta y cinco equipos nacionales que participaron en la clasificación de Concacaf para la Copa Mundial de Fútbol de 2010, en la que se definieron los representantes de Concacaf para la Copa Mundial de Fútbol de 2010 que se desarrolló en Sudáfrica.
La etapa preliminar —también denominada eliminatorias— se jugó en América del Norte, América Central y el Caribe desde el 6 de febrero de 2008 hasta el 14 de octubre de 2009. El torneo definió 3,5 equipos que representarán a la Confederación de Norteamérica, Centroamérica y el Caribe de Fútbol en la Copa Mundial de Fútbol. 
El seleccionado mexicano estuvo dirigido a lo largo de las eliminatorias por dos entrenadores, siendo el primero de ellos Sven-Göran Eriksson, que fue director técnico desde el 3 de junio de 2008, y después fue destituido el 2 de abril del 2009 por un bajo rendimiento. El segundo entrenador fue Javier Aguirre, quien fue presentado como tal el 16 de abril de 2009; Aguirre ya había dirigido a la selección en la Copa Mundial de Fútbol de 2002, donde su selección no pasó a cuartos de final tras una derrota contra Estados Unidos. Aguirre se desempeñó en el cargo durante el resto de la eliminatoria mundialista y durante los partidos realizados en el mundial de Sudáfrica 2010.
El 17 de octubre de 2009, México clasificó a la Copa Mundial de Fútbol de 2010 en la novena fecha de la última ronda tras vencer 4:1 a El Salvador en el Estadio Azteca. Confirmó su decimocuarta participación en mundiales. 

## Sistema de juego
El sistema de juego de las eliminatorias consistió en la segunda fase disputar una repesca de dos partidos de ida y vuelta, el equipo que más goles anote en los dos partidos clasificará a la siguiente fase. En la tercera fase consistirá en una ronda de tres grupos con cuatro equipos cada uno, los primeros dos lugares clasifican a la última fase conocida como –hexagonal final–. La fase final consistirá en enfrentamientos de ida y vuelta todos contra todos, en total diez jornadas de tres juegos.
Los primeros tres puestos accedieron de manera directa a la Copa Mundial de Fútbol de 2010, y el cuarto disputará una serie eliminatoria a dos partidos de ida y vuelta (repechaje o repesca) frente a la selección clasificada de Conmebol.

## Proceso de clasificación

### Segunda fase
| Jornada | Fecha               | Estadio                            | Local  |                   | Resultado |                   | Visitante |
| ------- | ------------------- | ---------------------------------- | ------ | ----------------- | --------- | ----------------- | --------- |
| 1       | 15 de junio de 2008 | Reliant Stadium, Houston (EE. UU.) | Belice | Bandera de Belice | 0:2 (0:0) | Bandera de México | México    |
| 2       | 21 de junio de 2008 | Universitario, San Nicolás         | México | Bandera de México | 7:0 (4:0) | Bandera de Belice | Belice    |

### Tercera fase

#### Grupo 2
| Equipo   | Pts. | PJ | PG | PE | PP | GF | GC | Dif |
| -------- | ---- | -- | -- | -- | -- | -- | -- | --- |
| Honduras | 12   | 6  | 4  | 0  | 2  | 9  | 5  | 4   |
| México   | 10   | 6  | 3  | 1  | 2  | 9  | 6  | 3   |
| Jamaica  | 10   | 6  | 3  | 1  | 2  | 6  | 6  | 0   |
| Canadá   | 2    | 6  | 0  | 2  | 4  | 6  | 13 | -7  |

| L\V                 | Bandera de Canadá | Bandera de Honduras | Bandera de Jamaica | Bandera de México |
| Bandera de Canadá   |                   | 1:2                 | 1:1                | 2:2               |
| Bandera de Honduras | 3:1               |                     | 2:0                | 1:0               |
| Bandera de Jamaica  | 3:0               | 1:0                 |                    | 1:0               |
| Bandera de México   | 2:1               | 2:1                 | 3:0                |                   |

|  | Clasificado a la Cuarta fase. |

|  | Triunfo de México. |
|  | Empate.            |
|  | Derrota de México. |

#### Partidos
| Jornada | Fecha                    | Estadio                                | Local    |                     | Resultado |                     | Visitante |
| ------- | ------------------------ | -------------------------------------- | -------- | ------------------- | --------- | ------------------- | --------- |
| 1       | 20 de agosto de 2008     | Azteca, Ciudad de México               | México   | Bandera de México   | 2:1 (0:1) | Bandera de Honduras | Honduras  |
| 2       | 6 de septiembre de 2008  | Azteca, Ciudad de México               | México   | Bandera de México   | 3:0 (2:0) | Bandera de Jamaica  | Jamaica   |
| 3       | 10 de septiembre de 2008 | Víctor Manuel Reyna, Tuxtla Gutiérrez  | México   | Bandera de México   | 2:1 (0:0) | Bandera de Canadá   | Canadá    |
| 4       | 11 de octubre de 2008    | Independence Park, Kingston            | Jamaica  | Bandera de Jamaica  | 1:0 (1:0) | Bandera de México   | México    |
| 5       | 15 de octubre de 2008    | Commonwealth Stadium, Edmonton         | Canadá   | Bandera de Canadá   | 2:2 (1:1) | Bandera de México   | México    |
| 6       | 19 de noviembre de 2008  | Olímpico Metropolitano, San Pedro Sula | Honduras | Bandera de Honduras | 1:0 (0:0) | Bandera de México   | México    |

### Cuarta fase
La cuarta fase de la competencia clasificatoria de Concacaf para la Copa Mundial de Fútbol de 2010 es conocida como la hexagonal final, al ser la fase final en que se medirán los seis mejores equipos de la ronda anterior, y en la cual los tres primeros clasificarán a la Copa Mundial de Fútbol de 2010, a realizarse en Sudáfrica. El cuarto clasificado jugará la repesca contra el quinto de la eliminatoria sudamericana. Los partidos y las fechas elegidas en un sorteo por la FIFA son las siguientes:

#### Tabla de posiciones
| Equipo            | Pts. | PJ | PG | PE | PP | GF | GC | Dif |
| ----------------- | ---- | -- | -- | -- | -- | -- | -- | --- |
| Estados Unidos    | 20   | 10 | 6  | 2  | 2  | 19 | 13 | +6  |
| México            | 19   | 10 | 6  | 1  | 3  | 18 | 12 | +6  |
| Honduras          | 16   | 10 | 5  | 1  | 4  | 17 | 11 | +6  |
| Costa Rica        | 16   | 10 | 5  | 1  | 4  | 15 | 15 | 0   |
| El Salvador       | 8    | 10 | 2  | 2  | 6  | 9  | 15 | -6  |
| Trinidad y Tobago | 6    | 10 | 1  | 3  | 6  | 10 | 22 | -12 |

| L\V                          | Bandera de Costa Rica | Bandera de Estados Unidos | Bandera de El Salvador | Bandera de Honduras | Bandera de México | Bandera de Trinidad y Tobago |
| Bandera de Costa Rica        |                       | 3:1                       | 1:0                    | 2:0                 | 0:3               | 4:0                          |
| Bandera de Estados Unidos    | 2:2                   |                           | 2:1                    | 2:1                 | 2:0               | 3:0                          |
| Bandera de El Salvador       | 1:0                   | 2:2                       |                        | 0:1                 | 2:1               | 2:2                          |
| Bandera de Honduras          | 4:0                   | 2:3                       | 1:0                    |                     | 3:1               | 4:1                          |
| Bandera de México            | 2:0                   | 2:1                       | 4:1                    | 1:0                 |                   | 2:1                          |
| Bandera de Trinidad y Tobago | 2:3                   | 0:1                       | 1:0                    | 1:1                 | 2:2               |                              |

|  | Clasificado directamente a la Copa Mundial de Fútbol de 2010.              |
|  | Clasificado a la repesca contra el quinto en la clasificación de CONMEBOL. |
|  | Eliminado.                                                                 |

|  | Triunfo de México. |
|  | Empate.            |
|  | Derrota de México. |

#### Evolución de posiciones
| País / Fecha      | 1  | 2  | 3  | 4  | 5  | 6  | 7  | 8  | 9  | 10 |
| ----------------- | -- | -- | -- | -- | -- | -- | -- | -- | -- | -- |
| Estados Unidos    | 1° | 1° | 1° | 1° | 2° | 3° | 2° | 1° | 1° | 1° |
| México            | 5° | 2° | 4° | 5° | 4° | 4° | 3° | 2° | 2° | 2° |
| Honduras          | 6° | 6° | 3° | 4° | 3° | 2° | 1° | 3° | 4° | 3° |
| Costa Rica        | 2° | 3° | 2° | 2° | 1° | 1° | 4° | 4° | 3° | 4° |
| El Salvador       | 4° | 4° | 5° | 3° | 5° | 5° | 5° | 5° | 5° | 5° |
| Trinidad y Tobago | 3° | 5° | 6° | 6° | 6° | 6° | 6° | 6° | 6° | 6° |

#### Partidos
| Jornada | Fecha                   | Estadio                                | Local             |                              | Resultado                                                           |                              | Visitante         |
| ------- | ----------------------- | -------------------------------------- | ----------------- | ---------------------------- | ------------------------------------------------------------------- | ---------------------------- | ----------------- |
| 1       | 11 de febrero de 2009   | Columbus Crew Stadium, Columbus        | Estados Unidos    | Bandera de Estados Unidos    | 2:0 (1:0) Archivado el 14 de febrero de 2009 en Wayback Machine.    | Bandera de México            | México            |
| 2       | 28 de marzo de 2009     | Azteca, Ciudad de México               | México            | Bandera de México            | 2:0 (1:0) Archivado el 30 de marzo de 2009 en Wayback Machine.      | Bandera de Costa Rica        | Costa Rica        |
| 3       | 1 de abril de 2009      | Olímpico Metropolitano, San Pedro Sula | Honduras          | Bandera de Honduras          | 3:1 (2:0) Archivado el 2 de abril de 2009 en Wayback Machine.       | Bandera de México            | México            |
| 4       | 6 de junio de 2009      | Cuscatlán, San Salvador                | El Salvador       | Bandera de El Salvador       | 2:1 (1:0) Archivado el 11 de junio de 2009 en Wayback Machine.      | Bandera de México            | México            |
| 5       | 10 de junio de 2009     | Azteca, Ciudad de México               | México            | Bandera de México            | 2:1 (1:1) Archivado el 13 de junio de 2009 en Wayback Machine.      | Bandera de Trinidad y Tobago | Trinidad y Tobago |
| 6       | 12 de agosto de 2009    | Azteca, Ciudad de México               | México            | Bandera de México            | 2:1 (1:1) Archivado el 13 de agosto de 2009 en Wayback Machine.     | Bandera de Estados Unidos    | Estados Unidos    |
| 7       | 5 de septiembre de 2009 | Ricardo Saprissa, Tibás                | Costa Rica        | Bandera de Costa Rica        | 0:3 (0:1) Archivado el 8 de septiembre de 2009 en Wayback Machine.  | Bandera de México            | México            |
| 8       | 9 de septiembre de 2009 | Azteca, Ciudad de México               | México            | Bandera de México            | 1:0 (0:0) Archivado el 10 de septiembre de 2009 en Wayback Machine. | Bandera de Honduras          | Honduras          |
| 9       | 10 de octubre de 2009   | Azteca, Ciudad de México               | México            | Bandera de México            | 4:1 (1:0) Archivado el 11 de octubre de 2009 en Wayback Machine.    | Bandera de El Salvador       | El Salvador       |
| 10      | 14 de octubre de 2009   | Hasely Crawford, Puerto España         | Trinidad y Tobago | Bandera de Trinidad y Tobago | 2:2 (1:0) Archivado el 12 de octubre de 2009 en Wayback Machine.    | Bandera de México            | México            |